# Прищепа Марина Андріївна
Марина Андріївна Прищепа (нар. 28 липня 1983, Українська РСР) — українська дзюдоїстка, самбыстка та сумоїстка, майстер спорту міжнародного класу, срібна призерка чемпіонату світу 2009 року, віце-чемпіонка Європи 2009 року, володарка чотирьох бронзових медалей чемпіонатів Європи з дзюдо./ Багаторазова чемпіонка світу з самбо (2003, 2004, 2005, 2007, 2012, 2013).
Виступає також в сумо в середній ваговій категорії. Володарка золотої медалі перших Всесвітніх ігор з цього виду спорту.

## Державні нагороди
- Орден княгині Ольги III ст. (8 вересня 2012) — за вагомий особистий внесок у розвиток та популяризацію фізичної культури і спорту в Україні, досягнення високих спортивних результатів та багаторічну плідну професійну діяльність[2]

## Інтернет джерела
- Sport.UA ПРИЩЕПА: «Буду работать над актерским мастерством»
- Профіль спортсменки на http://www.judoinside.com/
- Профіль на сайті Федерації дзюдо України[недоступне посилання з липня 2019]
- Українські самбісти здобули 10 медалей на чемпіонаті світу в Мінську[недоступне посилання з липня 2019]